# اولن (کمون)
اولن (به فرانسوی: Avallon) یک کمون در کشور فرانسه است که در کانتون اولن واقع شده‌است.

## خصوصیات
اولن ۲۶٫۷۵ کیلومترمربع مساحت و ۷٬۷۴۳ نفر جمعیت دارد و ۲۵۴ متر بالاتر از سطح دریا واقع شده‌است.

## خواهرخوانده
شهرهای پوپنسته، کوشم، تنتردن و ساکو، ناگانو خواهرخوانده‌های اولن هستند.